# Some Great Reward Tour
Die Some Great Reward Tour war eine Konzerttournee der britischen Synthie Pop/Synth Rock-Band Depeche Mode, die sie nach der Veröffentlichung ihres namensgebenden vierten Studioalbums Some Great Reward (1984) absolvierten.

## Hintergrund
Die Tournee begann am 27. September 1984 in St Austell und endete am 30. Juli 1985 mit dem Abschlusskonzert der Band in Warschau. Sie beinhaltete insgesamt 83 Auftritte und führte die Gruppe durch Europa, Nordamerika und Asien. Bemerkenswert ist, dass Depeche Mode auf dem letzten Tourabschnitt durch Europa auch Konzerte jenseits des sogenannten eisernen Vorhangs gaben und Shows in Ungarn und Polen spielten.
In Nordamerika spielte die Gruppe neben Club- und Theatershows erstmals größere Konzerte vor über 10.000 Zuschauern u. a. in Irvine.
Ihre bis dato größte Zuschaueranzahl erreichten Depeche Mode bei ihren Festival-Auftritten in Belgien und Griechenland, zu denen schätzungsweise jeweils 70.000 bis 80.000 Zuschauer kamen. In Athen spielten u. a. Culture Club, The Cure, The Stranglers, The Clash und Talk Talk im Vorprogramm.
Zu einem Zwischenfall kam es am 11. Dezember 1984 bei dem Konzert in Böblingen, als während der ersten Zugabe See You innerhalb des Publikums eine Granate mit Tränengas explodierte. Mehrere Personen wurden dabei verletzt und Depeche Mode brachen die Show ab, ohne die beiden verbleibenden Zugaben zu spielen.

## Liveaufnahmen
Die beiden Auftritte in der Alsterdorfer Sporthalle in Hamburg am 9. und 14. Dezember 1984 wurden aufgezeichnet und im Jahr darauf als Konzertvideo mit dem Titel The World We Live In and Live in Hamburg auf VHS veröffentlicht. Die Originalveröffentlichung enthielt elf Lieder, die Wiederveröffentlichung aus dem Jahr 1999 enthielt sechs zusätzliche Lieder. Das Video ist bisher nicht auf DVD erschienen.

## Setlist

### Beispiel-Setlist
- Master and Servant (instrumentales Intro)
- Something to Do
- Two Minute Warning
- Puppets
- If You Want
- People Are People
- Leave in Silence
- New Life
- Shame
- Somebody
- It Doesn’t Matter (nur am 12. April 1985)
- Ice Machine (nach dem 12. April 1985 nicht mehr)
- Shake the Disease (ab Juli 1985)
- Lie to Me
- Blasphemous Rumours
- Told You So
- Master and Servant
- Photographic
- Everything Counts
- See You
- Shout
- Just Can’t Get Enough

## Tourdaten
| Nr.                 | Datum              | Stadt                | Land               | Veranstaltungsort           | Anmerkungen                       |
| Leg 1 – Europa      | Leg 1 – Europa     | Leg 1 – Europa       | Leg 1 – Europa     | Leg 1 – Europa              | Leg 1 – Europa                    |
| ------------------- | ------------------ | -------------------- | ------------------ | --------------------------- | --------------------------------- |
| 1                   | 27. September 1984 | St Austell           | England            | Cornwall Coliseum           |                                   |
| 2                   | 28. September 1984 | Stoke-on-Trent       | England            | Victoria Hall               |                                   |
| 3                   | 29. September 1984 | Liverpool            | England            | Empire Theatre              |                                   |
| 4                   | 1. Oktober 1984    | Oxford               | England            | New Theatre                 |                                   |
| 5                   | 2. Oktober 1984    | Nottingham           | England            | Royal Concert Hall          |                                   |
| 6                   | 4. Oktober 1984    | Dublin               | Irland             | SFX Hall                    |                                   |
| 7                   | 5. Oktober 1984    | Dublin               | Irland             | SFX Hall                    |                                   |
| 8                   | 6. Oktober 1984    | Belfast              | Nordirland         | Ulster Hall                 |                                   |
| 9                   | 8. Oktober 1984    | Manchester           | England            | Apollo Theatre              |                                   |
| 10                  | 9. Oktober 1984    | Gloucester           | England            | Leisure Centre              |                                   |
| 11                  | 10. Oktober 1984   | Cardiff              | Wales              | St David’s Hall             |                                   |
| 12                  | 12. Oktober 1984   | Birmingham           | England            | Odeon Theatre               |                                   |
| 13                  | 13. Oktober 1984   | Birmingham           | England            | Odeon Theatre               |                                   |
| 14                  | 14. Oktober 1984   | Blackburn            | England            | King George’s Hall          |                                   |
| 15                  | 16. Oktober 1984   | Glasgow              | Schottland         | Barrowland Ballroom         |                                   |
| 16                  | 17. Oktober 1984   | Aberdeen             | Schottland         | Capitol Theatre             |                                   |
| 17                  | 18. Oktober 1984   | Edinburgh            | Schottland         | Playhouse Theatre           |                                   |
| 18                  | 19. Oktober 1984   | Sheffield            | England            | City Hall                   |                                   |
| 19                  | 20. Oktober 1984   | Newcastle upon Tyne  | England            | City Hall                   |                                   |
| 20                  | 22. Oktober 1984   | Bristol              | England            | Rich Stadium                |                                   |
| 21                  | 23. Oktober 1984   | Brighton             | England            | The Dome                    |                                   |
| 22                  | 24. Oktober 1984   | Portsmouth           | England            | Guildhall                   |                                   |
| 23                  | 27. Oktober 1984   | Ipswich              | England            | Gaumont Theatre             |                                   |
| 24                  | 29. Oktober 1984   | Leicester            | England            | De Montfort Hall            |                                   |
| 25                  | 30. Oktober 1984   | Southampton          | England            | Gaumont Theatre             |                                   |
| 26                  | 1. November 1984   | London               | England            | Hammersmith Odeon           |                                   |
| 27                  | 2. November 1984   | London               | England            | Hammersmith Odeon           |                                   |
| 28                  | 3. November 1984   | London               | England            | Hammersmith Odeon           |                                   |
| 29                  | 4. November 1984   | London               | England            | Hammersmith Odeon           |                                   |
| Leg 2 – Europa      |                    |                      |                    |                             |                                   |
| 30                  | 15. November 1984  | Frederiksberg        | Danemark           | Falkoner Teatret            |                                   |
| 31                  | 16. November 1984  | Stockholm            | Schweden           | Eriksdalshallen             |                                   |
| 32                  | 17. November 1984  | Lund                 | Schweden           | Olympen                     |                                   |
| xx                  | 18. November 1984  | Lillestrøm           | Norwegen           | Skedsmohallen               |                                   |
| 33                  | 20. November 1984  | Essen                | Deutschland        | Grugahalle                  |                                   |
| 34                  | 21. November 1984  | Ludwigshafen         | Deutschland        | Friedrich-Ebert-Halle       |                                   |
| 35                  | 22. November 1984  | Siegen               | Deutschland        | Siegerlandhalle             |                                   |
| 36                  | 23. November 1984  | Freiburg im Breisgau | Deutschland        | Stadthalle                  |                                   |
| 37                  | 26. November 1984  | Florenz              | Italien            | Teatro Tenda                |                                   |
| 38                  | 27. November 1984  | Bologna              | Italien            | Teatro Tenda                |                                   |
| 39                  | 28. November 1984  | Mailand              | Italien            | Teatro Tenda                |                                   |
| 40                  | 30. November 1984  | Basel                | Schweiz            | St. Jakobshalle             |                                   |
| 41                  | 1. Dezember 1984   | München              | Deutschland        | Saal des Deutschen Museums  |                                   |
| xx                  | 2. Dezember 1984   | Stuttgart            | Deutschland        | Schleyerhalle               |                                   |
| 42                  | 3. Dezember 1984   | Berlin               | Deutschland        | Deutschlandhalle            |                                   |
| 43                  | 4. Dezember 1984   | Hannover             | Deutschland        | Eilenriedehalle             |                                   |
| 44                  | 5. Dezember 1984   | Münster              | Deutschland        | Halle Münsterland           |                                   |
| 45                  | 7. Dezember 1984   | Oldenburg            | Deutschland        | Weser-Ems-Halle             |                                   |
| 46                  | 8. Dezember 1984   | Kiel                 | Deutschland        | Ostseehalle                 |                                   |
| 47                  | 9. Dezember 1984   | Hamburg              | Deutschland        | Alsterdorfer Sporthalle     |                                   |
| 48                  | 11. Dezember 1984  | Böblingen            | Deutschland        | Sporthalle                  |                                   |
| 49                  | 12. Dezember 1984  | Offenbach am Main    | Deutschland        | Stadthalle                  |                                   |
| 50                  | 13. Dezember 1984  | Düsseldorf           | Deutschland        | Philipshalle                |                                   |
| 51                  | 14. Dezember 1984  | Hamburg              | Deutschland        | Alsterdorfer Sporthalle     |                                   |
| xx                  | 15. Dezember 1984  | Amsterdam            | Niederlande        | Theater Carré               |                                   |
| 52                  | 16. Dezember 1984  | Rotterdam            | Niederlande        | De Doelen                   |                                   |
| 53                  | 17. Dezember 1984  | Paris                | Frankreich         | Palais Omnisport de Bercy   |                                   |
| 54                  | 18. Dezember 1984  | Deinze               | Belgien            | Zaal Brielpoort             |                                   |
| Leg 3 – Nordamerika |                    |                      |                    |                             |                                   |
| 55                  | 14. März 1985      | Washington, D.C.     | Vereinigte Staaten | Warner Theatre              |                                   |
| 56                  | 15. März 1985      | New York City        | Vereinigte Staaten | Beacon Theatre              |                                   |
| 57                  | 16. März 1985      | Boston               | Vereinigte Staaten | Orpheum Theatre             |                                   |
| 58                  | 18. März 1985      | Montréal             | Kanada             | Le Spectrum                 |                                   |
| 59                  | 19. März 1985      | Toronto              | Kanada             | Massey Hall                 |                                   |
| 60                  | 20. März 1985      | Royal Oak            | Vereinigte Staaten | Music Theatre               |                                   |
| 61                  | 22. März 1985      | Chicago              | Vereinigte Staaten | Aragon Ballroom             |                                   |
| 62                  | 23. März 1985      | Rock Island          | Vereinigte Staaten | Augustana College           |                                   |
| 63                  | 24. März 1985      | Carbondale           | Vereinigte Staaten | Shryock Auditorium          |                                   |
| 64                  | 26. März 1985      | Houston              | Vereinigte Staaten | Cullen Performance Hall     |                                   |
| 65                  | 27. März 1985      | Dallas               | Vereinigte Staaten | Bronco Bowl                 |                                   |
| 66                  | 30. März 1985      | Los Angeles          | Vereinigte Staaten | Hollywood Palladium         |                                   |
| 67                  | 31. März 1985      | Irvine               | Vereinigte Staaten | Irvine Meadows Amphitheatre |                                   |
| 68                  | 1. April 1985      | San Diego            | Vereinigte Staaten | Sports Arena                |                                   |
| 69                  | 3. April 1985      | Oakland              | Vereinigte Staaten | Kaiser Convention Center    |                                   |
| Leg 4 – Asien       |                    |                      |                    |                             |                                   |
| 70                  | 7. April 1985      | Tokio                | Japan              | Kōsei Nenkin Kaikan         |                                   |
| 71                  | 8. April 1985      | Tokio                | Japan              | Nakano Sun Plaza Hall       |                                   |
| 72                  | 9. April 1985      | Osaka                | Japan              | Kōsei Nenkin Kaikan         |                                   |
| 73                  | 12. April 1985     | Tokio                | Japan              | Nakano Sun Plaza Hall       |                                   |
| Leg 5 – Europa      |                    |                      |                    |                             |                                   |
| 74                  | 6. Juli 1985       | Torhout              | Belgien            | Achiel Eeckloo Rockweide    | Rock Torhout                      |
| 75                  | 7. Juli 1985       | Werchter             | Belgien            | Festivalweide               | Rock Werchter                     |
| 76                  | 9. Juli 1985       | Nizza                | Frankreich         | Théâtre de Verdure          |                                   |
| 77                  | 11. Juli 1985      | Lyon                 | Frankreich         | Halle Tony Garnier          |                                   |
| 78                  | 13. Juli 1985      | Guéhenno             | Frankreich         | Paysage du Mont Guéhenno    | Brest Gueherma Rockscene Festival |
| 79                  | 23. Juli 1985      | Budapest             | Ungarn             | Budai II. László Stadion    |                                   |
| 80                  | 26. Juli 1985      | Athen                | Griechenland       | Panathinaïkó Stádio         | Rock in Athens                    |
| 81                  | 30. Juli 1985      | Warschau             | Polen              | Hala Torwar                 |                                   |

## Band
- Dave Gahan: Gesang
- Martin Gore: Yamaha DX7, E-mu Systems Emulator, Melodika, Star Instruments Synare III, Metallteile, Hintergrundgesang, Gesang bei Somebody
- Andrew Fletcher: Oberheim OB-8, Star Instruments Synare III, Metallteile, Hintergrundgesang
- Alan Wilder: Roland Jupiter 8, E-mu Systems Emulator II, Star Instruments Synare III, Metallteile, Hintergrundgesang